# Quỹ đạo cực
Quỹ đạo cực là một quỹ đạo trong đó một vệ tinh quay vòng quanh và đi qua hoặc gần cả hai cực của một vật thể vũ trụ (thường là một hành tinh như Trái Đất, nhưng có thể là một vật thể khác như Mặt Trăng hoặc Mặt Trời) trên mỗi vòng quay. Do đó nó có độ nghiêng (hoặc rất gần) 90 độ so với đường xích đạo của vật thể này. Một vệ tinh trong một quỹ đạo cực sẽ đi qua đường xích đạo ở một kinh độ khác nhau trên mỗi quỹ đạo của nó.

## Quỹ đạo Trái Đất
Các quỹ đạo cực thường được sử dụng để lập bản đồ Trái Đất, quan sát Trái Đất, chụp ảnh Trái Đất khi thời gian trôi qua từ một điểm, làm vệ tinh trinh sát, cũng như đối với một số vệ tinh thời tiết. Chòm vệ tinh Iridium cũng sử dụng một quỹ đạo cực để cung cấp các dịch vụ viễn thông. Điểm bất lợi của quỹ đạo này là không một điểm nào trên bề mặt Trái Đất có thể được cảm nhận liên tục từ vệ tinh trong quỹ đạo cực.

## Quỹ đạo Mặt Trời
Các vệ tinh quỹ đạo gần cực thường chọn một quỹ đạo đồng bộ Mặt Trời, nghĩa là mỗi quỹ đạo liên tiếp xảy ra tại cùng một thời điểm địa phương trong ngày. Điều này có thể đặc biệt quan trọng đối với các ứng dụng như nhiệt độ không khí cảm biến từ xa, nơi điều quan trọng nhất để xem cũng có thể thay đổi theo thời gian mà không bị thay đổi theo thời gian cục bộ. Để giữ cùng giờ địa phương trên một điểm nhất định, khoảng thời gian của quỹ đạo phải được giữ càng ngắn càng tốt, điều này đạt được bằng cách giữ cho quỹ đạo có chiều cao thấp hơn xung quanh Trái Đất. Tuy nhiên, quỹ đạo rất thấp vài trăm kilômét nhanh chóng bị phân hủy do bị khí quyển kéo xuống. Các độ cao thường được sử dụng là từ 700 đến 800 km, tạo ra một chu kỳ quỹ đạo khoảng 100 phút. Nửa quỹ đạo Mặt Trời chỉ mất 50 phút, trong thời gian đó, thời gian trong ngày không thay đổi nhiều.
Để giữ lại quỹ đạo đồng bộ Mặt Trời khi Trái Đất xoay quanh Mặt Trời trong năm, quỹ đạo của vệ tinh phải được đặt ở cùng tốc độ, điều không thể nếu vệ tinh truyền trực tiếp qua cực. Bởi vì độ phình xích đạo của Trái Đất, một quỹ đạo nghiêng ở một góc nhỏ là tùy thuộc vào một mô-men xoắn, gây ra sự chênh lệch. Một góc khoảng 8° từ cực tạo ra chênh lệch mong muốn trong quỹ đạo 100 phút.